# Pseudoleskea ramuligera
Pseudoleskea ramuligera là một loài Rêu trong họ Leskeaceae. Loài này được (Mitt.) Sauerb. & A. Jaeger mô tả khoa học đầu tiên năm 1880.